# Polom (Šumava)
Polom (německy Fallbaum), 1295 m n. m., je výrazná hora na Šumavě, tyčící se 4 km východně od Železné Rudy. Přes vrchol prochází hlavní evropské rozvodí mezi Severním a Černým mořem. Vodu ze severních a východních svahů odvádí potoky do Křemelné a z ní teče do Otavy, Vltavy a Labe. Voda z jižních a západních svahů stéká do Řezné a dál do Dunaje.

## Přístup
Červeně značená cesta z Železné Rudy k jezeru Laka prochází přes rozcestí Pod Polomem, nedaleko sedla mezi Polomem a Debrníkem. Tuto cestu kopíruje i naučná Tetřeví stezka, věnovaná kriticky ohroženému tetřevu hlušci. Od její poslední tabule odbočuje doleva neznačená cesta, která po 1,8 km a 100 metrech převýšení dosahuje vrcholu. Ten je díky orkánu Kyrill z ledna 2007 odlesněný a poskytuje kruhové výhledy na okolní hory, včetně Velkého Javoru (11 km na západ) nebo Poledníku (11 km na jihovýchod).

## Další vrcholy
Asi 700 metrů od hlavního vrcholu se nachází jihovýchodní vrchol (1293 m n. m.), oddělený 17 metrů hlubokým sedlem. Vede přes něj cesta na hlavní vrchol a je zakončený vrcholovou skalkou, na které stojí automatická meteostanice. Dalších 800 metrů od JV vrcholu se nachází severovýchodní vrchol (1228 m n. m.), oddělený také asi 15 metrů hlubokým sedlem. Je také zakončený vrcholovou skalkou, ale nevede přes něj žádná cesta.